# Eugen von Daday

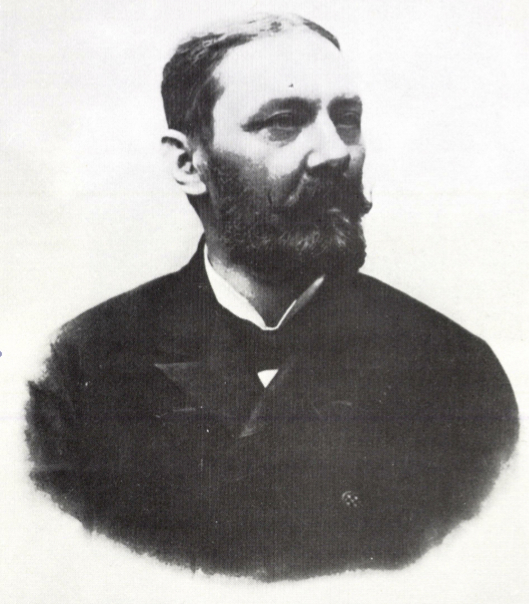
Eugen von Daday

Eugen von Daday oder Jenő von Daday (* 24. Mai 1855 in Buzamező, Siebenbürgen; † 2. April 1920 in Budapest) war ein ungarischer Zoologe.

## Leben
Eugen von Daday studierte Zoologie an der Universität von Kolozsvar bei Geza Entz und spezialisierte sich auf die aquatische Fauna in Süßwasserteichen und -seen seiner Heimat. Er war auch an der Zoologischen Station in Neapel, wo er internationale Kontakte knüpfte, und wurde 1902 Professor für Zoologie an der Technischen Universität Budapest.
Er war Spezialist für Crustaceen (besonders mikroskopisch kleine Crustaceen und Rädertierchen), befasste sich aber auch mit anderen Arthropoden wie Tausendfüßern (Myriapoden). Durch Austausch mit anderen Wissenschaftlern bearbeitete er nicht nur die aquatische Crustaceen-Fauna von Ungarn und Nachbarländern, sondern auch zum Beispiel aus der Antarktis und dem Pazifik. Er schrieb auf Wunsch der französischen Akademie der Wissenschaften eine Monografie über Phyllopoda und über die Rädertierchen-Gattungen Asplanchna und Anuraea. Seine letzten Lebensjahre wurden vom Tod seines Sohnes im Ersten Weltkrieg überschattet.
Er beschrieb rund 1000 neue Taxa. Seine Sammlung kam in das Ungarische Naturwissenschaftliches Museum in Budapest.

## Dedikationsnamen
Ihm zu Ehren wurden drei Gattungen und 22 Arten benannt. Er war Mitglied der Ungarischen Akademie der Wissenschaften.

## Schriften (Auswahl)
- mit Rudolph Bergh: Der Organismus der Cilioflagellaten. Eine phylogenetische Studie. W. Engelmann, Leipzig 1881.
- Cypridicola Parasitica Nov. Gen. Nov. Sp. Ein Neues Räderthier. Budapest 1892.
- Mikroskopische Süßwasserthiere aus Ceylon. Budapest 1898.
- Untersuchungen über die Süßwasser-Mikrofauna Paraguays. E. Nägele, Stuttgart 1905.
- Ostracodes marins. Masson et Cie, Paris 1908.
- mit Harriet Richardson: Expédition antarctique française 1903–1905. Sciences naturelles. Documents scientifiques. Masson et Cie, Paris 1908.
- Untersuchungen über die Süßwasser-Mikrofauna Deutsch-Ost-Afrikas. E. Schweizerbart, Stuttgart 1910.
- Ergebnisse der mit Subvention aus der Erbschaft Treitl unternommenen zoologischen Forschungsreise Dr. Franz Noners in den ägyptischen Sudan und nach Nord-Uganda. Teil 15: Beiträge zur Kenntnis der Mikrofauna des Nils. A. Hölder, Wien 1910.
- mit Eugène Louis Bouvier: Deuxième expédition antarctique française 1908–1910 commandée par le Dr Jean Charcot Sciences naturelles. Documents scientifiques. 1913.
- Phyllopodes anostracés. Masson et Cie, Paris 1913.
- Monographie systématique des Phyllopodes Conchostracés. Masson et Cie, Paris 1925.